# Antonio Jasso
Antonio Jasso (* 11. März 1935 in Mexiko-Stadt; † 26. Juni 2013), auch bekannt unter dem Spitznamen El Güero (der Blonde), war ein mexikanischer Fußballspieler auf der Position des Stürmers.

## Verein
Seinen ersten Profivertrag erhielt Jasso bei seinem Heimatverein Necaxa, für den er allerdings nur kurzzeitig spielte. Vor der Saison 1956/57 wechselte er zum CD Zacatepec und gewann mit diesem Verein vier Titel innerhalb von nur drei Jahren. Nach diesen Erfolgen ging er zurück in seine Heimatstadt, wo er fortan für den Club América spielte, mit dem er drei weitere Titel gewann.

## Nationalmannschaft
Zwischen 1956 und 1962 absolvierte Antonio Jasso insgesamt 18 Einsätze für die mexikanische Nationalmannschaft und erzielte dabei zwei Tore. Sein Länderspieldebüt feierte er am 26. Februar 1956 gegen Costa Rica (1:1), seine beiden Länderspieltreffer erzielte er am 22. Mai 1962 beim 2:1-Sieg über Wales.
Höhepunkt seiner Länderspielkarriere war die Teilnahme an der Fußball-Weltmeisterschaft 1962, bei der er die beiden Vorrundenspiele gegen Brasilien (0:2) und Spanien (0:1) bestritt, aber ausgerechnet beim historischen 3:1-Erfolg gegen den späteren Vizeweltmeister Tschechoslowakei (dem ersten Sieg Mexikos bei einer Fußball-Weltmeisterschaft überhaupt!) nicht aufgestellt wurde.

## Erfolge
- Mexikanischer Meister: 1958, 1966
- Mexikanischer Pokalsieger: 1957, 1959, 1964, 1965
- Supercup: 1958